# Charinus
Charinus is een geslacht van de zweepspinnen (Amblypygi), familie Charinidae. Het geslacht bestaat uit 40 nog levende soorten.

## Taxonomie
- Charinus abbatei - Delle Cave, 1986
- Charinus acaraje - Pinto-da-Rocha, Machado & Weygoldt, 2002
- Charinus asturius - Pinto-da-Rocha, Machado & Weygoldt, 2002
- Charinus acosta - (Quintero, 1983)[2]
- Charinus africanus - Hansen, 1921
- Charinus australianus - (L. Koch, 1867)
- Charinus bengalensis - (Gravely, 1911)
- Charinus bordoni - (Ravelo, 1975)
- Charinus brazilianus - Weygoldt, 1972
- Charinus camachoi - (Gonzalez-Sponga, 1998)
- Charinus caribensis - (Quintero, 1986)
- Charinus centralis - Armas & Avila Calvo, 2000
- Charinus cubensis - (Quintero, 1983)
- Charinus decu - (Quintero, 1983)
- Charinus dhofarensis - Weygoldt, Pohl & Polak, 2002
- Charinus diblemma - Simon, in Fage & Simon 1936
- Charinus dominicanus - Armas & Gonzalez, 2001
- Charinus fagei - Weygoldt, 1972
- Charinus gertschi - Goodnight & Goodnight, 1946
- Charinus guianensis - (Caporiacco, 1947)
- Charinus guianensis - (Quintero, 1986)
- Charinus insularis - Banks, 1902
- Charinus ioanniticus - (Kritscher, 1959)
- Charinus jeanneli - Simon, in Fage & Simon 1936
- Charinus koepeckei - Weygoldt, 1972
- Charinus madagascariensis - Fage, 1946
- Charinus milloti - Fage, 1939
- Charinus montanus - Weygoldt, 1972
- Charinus muchmorei - Armas & Teruel, 1997
- Charinus mysticus - Giupponi & Kury, 2002
- Charinus neocaledonicus - Simon, in Kraepelin 1895
- Charinus pardillalensis - (Gonzalez-Sponga, 1998)
- Charinus pescotti - Dunn, 1949
- Charinus platnicki - (Quintero, 1986)
- Charinus schirchii - (Mello-Leitao, 1931)
- Charinus socotranus - Weygoldt, Pohl & Polak, 2002
- Charinus seychellarum - Kraepelin, 1898
- Charinus troglobius - Baptista & Giupponi, 2002
- Charinus tronchonii - (Ravelo, 1975)
- Charinus wanlessi - (Quintero, 1983)

## Synoniemen
- Charinides Gravely, 1911
- Enantiosarax Mello-Leitao, 1931
- Lindosiella Kritscher, 1959
- Oligacanthophrynus Caporiacco, 1947
- Speleophrynus Ravelo, 1975
- Tricharinus Quintero, 1986